# Jacquet de Berchem
Jacquet de Berchem (* um 1505 in Berchem bei Antwerpen; † um 1565 vermutlich in Monopoli bei Bari) war ein franko-flämischer Komponist und Kapellmeister der Renaissance.

## Leben und Wirken

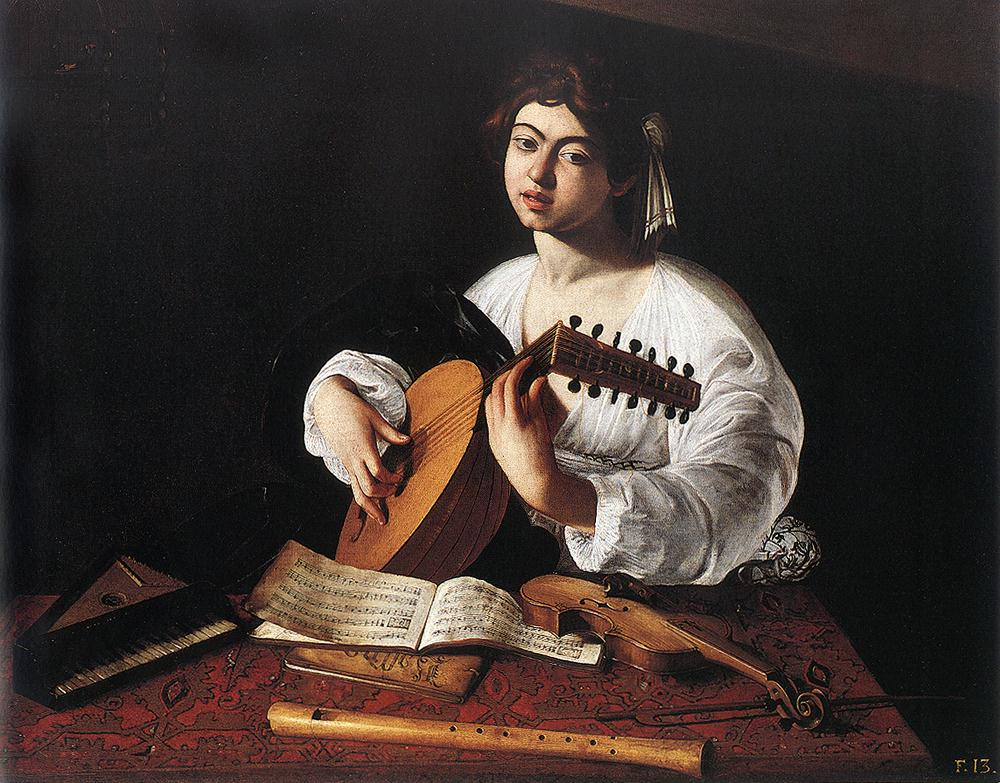
Der Lautenspieler von Caravaggio (1596). Eines der Notenblätter auf dem Bild stammt von einer weltlichen Komposition von Jacquet de Berchem.

Über die frühen Jahre von Jacquet de Berchem und seine musikalische Ausbildung sind keine Informationen überliefert. Möglicherweise im Lauf der 1530er Jahre hat er sich nach Venedig begeben, um bei Adrian Willaert, dem Begründer der venezianischen Schule, zu studieren. Er hielt sich hier etliche Jahre auf und lernte weitere Komponisten kennen. Aus der Widmung einer Sammlung fünfstimmiger Madrigale von ihm geht hervor, dass Berchem der amorevole domestico des jungen venezianischen Edelmanns Giovanni Bragadino († 1570) gewesen ist. Eine weitere Information ergibt sich aus seiner weltlichen lateinischen Motette „Unica lux Venetum“, die eine begeisterte Huldigung an einen gewissen Marcantonio beinhaltet. Dieser könnte Marcantonio Trevisano (um 1475 – 1554) gewesen sein, ein Musikliebhaber, der im Jahr 1553 Doge der Republik Venedig geworden ist. In seiner venezianischen Zeit wurden einzelne Madrigale in Sammlungen mit den Werken anderer Komponisten veröffentlicht; im Jahr 1546 erschien dann sein erstes Madrigalbuch mit ausschließlich eigenen Werken.
Im gleichen Jahr 1546 verließ Jaquet de Berchem Venedig und diente einige Zeit an der Kathedrale von Verona als maestro di cappella. Aus dem Vorwort zu seiner Sammlung mit vierstimmigen Madrigalen ergibt sich jedoch, dass er Andrea Marzato als Dienstherrn hatte, ein „gentilhuomo napolitano“, der in der ersten Hälfte des 16. Jahrhunderts für einige Zeit Gouverneur von Monopoli gewesen ist. Andererseits hat der Komponist sein erstes, zweites und drittes „libro del capriccio“ dem Herzog Alfonso II. d’Este von Ferrara gewidmet, was darauf hindeutet, dass er sich auch um eine Anstellung am Hof von Ferrara bemüht hatte. Berchem hat in Monopoli bei Bari seine spätere Ehefrau, Giustina de Simeonibus aus einer adeligen Familie, kennen gelernt und im Jahr 1553 geheiratet; er hatte zwei Kinder mit ihr. Dort verbrachte er auch seine letzten Lebensjahre.

## Bedeutung
Die hauptsächliche Bedeutung Jaquet de Berchems ergibt sich, zusammen mit dem Schaffen von Jakob Arcadelt, Costanzo Festa und Philippe Verdelot, aus seinen über 200 Kompositionen vom Typ des frühen italienischen Madrigals. Diese Stücke wurden in zahlreiche Sammelwerke aufgenommen und waren zu seiner Zeit sehr bekannt. In dem vierten Buch seines Hauptwerks Gargantua et Pantagruel rechnete der französische Dichter François Rabelais de Berchem zu den berühmtesten Komponisten seiner Zeit; darüber hinaus wurde er auch in Schriften italienischer und spanischer Autoren erwähnt. Seine Tätigkeit schlug sich in Drucken des „Cinquecento“ etwa von 1538 bis 1563 nieder. Früher erschienene Kompositionen, welche nur mit „Jacquet“ gekennzeichnet sind, werden nach heutigem Stand der musikhistorischen Forschung dem Komponisten Jacquet de Mantua (1483–1559) zugerechnet.
In Berchems weltlichem Schaffen wird sein lebhafter Bezug zu einer Vielzahl von musikalischen Stilen erkennbar; er setzt auch recht oft musikalisches Material anderer Meister ein. In einigen seiner frühen Madrigale ist der starke Einfluss der Frottola sichtbar. Die fünfstimmigen Werke zeigen dagegen mehr die kontrapunktische Schreibweise des franko-flämischen Typs. Einen rhythmisch lebendigeren Stil unter Verwendung von Synkopen verwendet er beginnend mit dem Jahr 1542; zur Verstärkung des Ausdrucks in seinen Madrigalen benutzte er gelegentlich auch gewagte Dissonanzen, ebenso chromatische Linien zur Verdeutlichung von Texten. Die in seiner früheren Zeit entstandenen zwölf Chansons, von beachtlicher stilistischer Vielfalt, zeigen teilweise eine dichte kontrapunktische Setzweise nach franko-flämischem Vorbild, teilweise erinnern sie an die Pariser Chansons wegen der Wiederholungen, wegen der markanten Rhythmen und dem Überwiegen des homophonen Satzes. Er gilt auch als der erste Musiker, der für eine Komposition die Bezeichnung Capriccio verwandte, auch, der Madrigale zu einem Zyklus zusammenfasste. Ebenso sind Madrigale in mehreren seiner Sammelbände nach modalen Prinzipien geordnet.
Mit geistlichen Kompositionen ist Jacquet de Berchem weniger hervorgetreten: nur zwei Messen und einige Motetten sind ihm mit Sicherheit zuzuschreiben; sie sind bereits am Beginn seiner Karriere im Druck erschienen. Die Messen sind Parodiemessen auf der Grundlage von früher entstandenen Chansons, während zwei seiner Motetten konservativ im Stil sind und so seinen Ausgangspunkt in traditionellen Techniken deutlich werden lassen.

## Werke
- Messen
  - Missa „Mort et fortune“ zu vier Stimmen, über die gleichnamige Chanson von Nicolas Gombert
  - Missa „Mort ou merci“ zu fünf Stimmen, über die gleichnamige Adrian Willaert zugeschriebene Chanson
- Geistliche Motetten
  - „Ave virgo gloriosa“ zu fünf Stimmen, Ferrara 1539
  - „Factum est verbum“ zu sechs Stimmen, Venedig 1542
  - „Hodie in Jordane“ zu sechs Stimmen, Nürnberg 1555
  - „In te signis radians“ zu sechs Stimmen
  - „O felix regina“ zu fünf Stimmen
  - „O lux et decus Hispaniae“ zu fünf Stimmen
  - „Peccantem me quotidiae“ zu sechs Stimmen
  - „Qualis es dilecta mea“ zu sechs Stimmen, Venedig 1539
- Weltliche Motetten
  - „Unica lux Venetum“ zu vier Stimmen, Venedig 1549
- Verloren gegangene Motetten
  - „Audite insulae“ zu sechs Stimmen
  - „Gaude et laetare“ zu fünf Stimmen
- Sechsstimmige weltliche Madrigale
  - „Il sol giamail non vidde“, Venedig 1546
  - „Modanna se volete“, Venedig 1541
  - „S’amor non è“
  - „Tanto mi piacque“, siehe „Alla dolc’ ombra“ zu fünf Stimmen
- Fünfstimmige Madrigale in Individualdrucken (Madrigali a cinque voci [...] libro primo, Venedig 1546)
  - „Come del gran pianet’“
  - „Come havrà vita amor“ (Cassola)
  - „Con pura bianca neve“
  - „Così ti donn’il ciel“
  - „Crudel tu pur“
  - „Deh cara la mia vita“
  - „Deh com’è spenta“
  - „Donna che veramente“
  - „D’un altro fuoco“
  - „Fuggite ’l sono“ (Petrarca)
  - „Hor cruda hor pia“
  - „Hor date orecchie“
  - „Hor mi scacci“
  - „L’alto mio amor“
  - „L’infinità beltà“
  - „Ma non me ’l tolse“ (Petrarca)
  - „Mai non vo più cantar“ (Petrarca)
  - „O felici occhi miei“
  - „Perchè non date“
  - „Poiche tante nemiche“
  - „Qual mort’ è strana più“ (Cassola)
  - „Quei bei pensier“
  - „Quel rossignol“ (Petrarca)
  - „Questi ch’inditio fan“ (Ariosto)
  - „Scende da bei vostri occhi“
  - „Si è debile“ (Petrarca)
  - „Voi ch’ascoltate“ (Petrarca)
- Überwiegend fünfstimmige Madrigale in Sammeldrucken
  - Madrigalzyklus „Alla dolc’ombra“ zu fünf Stimmen, darin noch enthalten:
    - „Non vid’il mondo si leggiadri rami“ zu fünf Stimmen
    - „Un lauro mi difese“ zu drei Stimmen
    - „Però più ferm’ ogni’hor“ zu vier Stimmen
    - „Selve sassi campagni“ zu fünf Stimmen
    - „Tanto mi piacque“ zu sechs Stimmen

  - „Consumandomi vo“ zu fünf Stimmen
  - „Deh s’io sentisse“ zu fünf Stimmen
  - Madrigalzyklus „Hai lass’io mi credea“ zu fünf Stimmen, darin noch enthalten:
    - „O miracol d’amor“ zu fünf Stimmen
    - „Ma s’io non posso“ zu fünf Stimmen
    - „Ma più tosto vorrei“ zu vier Stimmen
    - „Deh s’io sentisse“ zu fünf Stimmen
    - „Quanto sarei felice“ zu fünf Stimmen

  - „Ite caldi sospiri“ zu fünf Stimmen
  - „Lasso che desiando“ zu fünf Stimmen
  - „Ma s’io non posso“ zu fünf Stimmen, siehe „Hai lass’io mi credea“ zu fünf Stimmen
  - „Madonna poi ch’uccider“ zu fünf Stimmen
  - „Non vid’il mondo si leggiadri rami“ zu fünf Stimmen, siehe „Alla dolc’ombra“ zu fünf Stimmen
  - „O amorose mamelle“ zu fünf Stimmen
  - „O miracol d’amor“ zu fünf Stimmen, siehe „Hai lass’io mi credea“ zu fünf Stimmen
  - „Qual iniqua mia sorte“ zu fünf Stimmen
  - „Quanto sarei felice“ zu fünf Stimmen, siehe „Hai lass’io mi credea“ zu fünf Stimmen
  - „Se foste voi dal mondo“ zu fünf Stimmen
  - „Se una fede amoroso“ zu fünf Stimmen
  - „Selve sassi campagni“ zu fünf Stimmen, siehe „Alla dolc’ombra“ zu fünf Stimmen
  - „Volgendo gli occhi“„Alla dolc’ombra“ zu fünf Stimmen
- Vierstimmige Madrigale im Individualdruck aus Il primo libro de gli madrigali, a quatro voci, Venedig 1555
  - „A qualunque animal“ (Petrarca)
  - „Al più cocente raggio“
  - „Alma diletta sposa“ (Cassola)
  - „Ben mille volte“ (Cassola)
  - „Chiunque in petto“
  - „Cogliete delle spine“
  - „Con lei fuss’ io“ (Petrarca)
  - „Deh perchè così presto“
  - „Dolor ch’hai fatto“
  - „Donna se voi volete“
  - „Et io da che“ (Petrarca)
  - „Giovene Donna“ (Petrarca)
  - „Glorioso pastore“
  - „Hor vedi amor“ (Petrarca)
  - „Io mi sento“ (Cassola)
  - „Io non saprei“ (Cassola)
  - „Nasce dal pensier mio“
  - „Non credo che“ (Petrarca)
  - „Non muto qualità“
  - „Non vidd’ il sol giammai“
  - „Occhi pianger’e tu“ (Cassola)
  - „O dolci sguardi“ (Petrarca)
  - „Prima ch’i torni“ (Petrarca)
  - „Quando fra l’altre donne“ (Petrarca)
  - „Quando la sera“ (Petrarca)
  - „Se la mia donna“ (Cassola)
  - „Si vario ’l mio“
  - „Vagh’ augelletto“ (Petrarca)
  - „Vist’ho più volt’“ (Cassola)
  - „Voi pur udite“
- Vierstimmige Madrigale im Individualdruck aus Primo, secondo et terzo libro del capriccio [...] con la musica da lui composta sopra le stanze del Furioso [...] a quattro voci, Venedig 1561 (darin 94 Madrigale); folgende Stücke handschriftlich übertragen in moderne Partiturnotation vom Ende des 19. oder Anfang des 20. Jahrhunderts
  - „Aspro core“ (2. Teil: „Vivo sol di speranza“)
  - „Misero lui“ (2. Teil: „Et beato colui“)
  - „O dolci sguardi“
  - „Non credo che pascesse“
  - „Troppo fallò“
  - „O s’io potessi“
- Vierstimmige Madrigale in Sammeldrucken
  - „Altro non è ’l mio amor“
  - „Amar’ un sol’ amante“
  - „Aspro cor’e selvaggio“
  - „Chi vuol veder“
  - „Ma più vorrei“, siehe „Hai lassio mi credea“ zu fünf Stimmen
  - „Misero lui sopra tutti“
  - „O s’io potessi“, Arcadelt zugeschrieben, in späteren Nachdrucken de Berchem zugeschrieben
  - „Perchè non date voi“, Arcadelt zugeschrieben, in späteren Nachdrucken de Berchem zugeschrieben
  - „Però più fermo“, siehe „Alla dolc’ ombra“ zu fünf Stimmen
  - „Pungete dardo“, Arcadelt zugeschrieben, in späteren Nachdrucken de Berchem zugeschrieben
  - „Qual anima ignorante“, Nollet zugeschrieben, in den meisten späteren Drucken de Berchem zugeschrieben
  - „Quando son più lontan“, Ivo [Barry] zugeschrieben, in den meisten späteren Drucken de Berchem zugeschrieben
  - „Quante lagrime lasso“
  - „Quell’ardente desir“
  - „Ragion’ è ben“, Arcadelt zugeschrieben, in späteren Nachdrucken de Berchem zugeschrieben
  - „Sapete amanti“, Arcadelt zugeschrieben, in späteren Nachdrucken de Berchem zugeschrieben
  - „Troppo scarsa, Madonna“, Ivo [Barry] zugeschrieben, in den meisten späteren Drucken de Berchem zugeschrieben
  - „Vostra fui“, Arcadelt zugeschrieben, in späteren Nachdrucken de Berchem zugeschrieben
- Dreistimmige Madrigale
  - „Un lauro mi difese“, siehe „Alla dolc’ombra“ zu fünf Stimmen
- Chansons
  - „Celle qui est“ zu vier Stimmen
  - „Jehan de lagny“ zu vier Stimmen
  - „Las qu’on“ zu fünf Stimmen
  - „Las que mon dueil“ zu vier Stimmen
  - „L’aultre jour je vis un galland“ zu vier Stimmen
  - „Ma fille disoit“ zu vier Stimmen
  - „Plus ne suis“ zu vier Stimmen
  - „Que feu craintif“ zu vier Stimmen
  - „Si envieulx“ zu vier Stimmen
  - „Sur tous amans“ zu vier Stimmen
  - „Ung moins amant“ zu fünf Stimmen
  - „Veu le grief“ zu fünf Stimmen

## Moderne Ausgaben
- Jachet Berchem, Il primo libro di madrigali a quattro voci (1555), a cura di Galliano Ciliberti e Giovanni Rota, Bari, Florestano Edizioni 2010